# Crapaud (comics)
Pour les articles homonymes, voir Crapaud.
Mortimer Toynbee, alias le Crapaud (« Toad » en version originale) est un super-vilain évoluant dans l'univers Marvel de la maison d'édition Marvel Comics. Créé par le scénariste Stan Lee et le dessinateur Jack Kirby, le personnage de fiction apparaît pour la première fois dans le comic book X-Men #4 en mars 1964.
Le Crapaud est un mutant, principalement connu comme un des membres de la Confrérie des mauvais mutants de Magnéto dans les séries traitant des X-Men. Originellement un personnage mineur utilisé comme un vulgaire subordonné, le personnage du Crapaud évolue dans les années qui suivent pour devenir plus intelligent et former sa propre Confrérie, plus orientée vers des crimes mineurs que vers la libération des mutants.
La version du Crapaud adaptée au cinéma présente le personnage de façon très différente, plus téméraire, sarcastique et dangereux, et doté d'une agilité surhumaine et de la capacité de grimper aux murs, ce qui lui permet de tenir tête à plusieurs X-Men à la fois. Depuis, la plupart des adaptations qui ont réutilisé ce personnage se sont basées sur la version du film, plutôt que celle du comic-book, et la version de la bande-dessinée elle-même a été modifiée de façon à reprendre des aspects de cette incarnation.

## Biographie du personnage

### Origines
Mortimer Toynbee a souffert toute son enfance, pourchassé et harcelé pour son apparente déformation physique. Avec le temps, une telle vie le conduisit à devenir particulièrement servile envers toute personne lui montrant la moindre once d'affection.
Plus tard, il rejoint, sous le nom de « Crapaud » (« Toad » en VO), la Confrérie des mauvais mutants dirigée par Magnéto. Toynbee croyait que Magnéto l'aimait bien, alors que le chef mutant le considérait au mieux comme un bouclier vivant. Durant son temps dans le groupe, il développe un faible pour sa coéquipière la Sorcière rouge.
En tant que membre de la Confrérie, le Crapaud assiste plusieurs fois Magnéto dans ses combats contre les X-Men.
À un moment donné, lui et Magnéto sont capturés par l'extra-terrestre connu sous le nom de l’Étranger et ajoutés à sa collection. Magnéto réussit à s'enfuir, mais laisse froidement le Crapaud derrière lui. Lorsqu'il est capturé une seconde fois, il emmène le Crapaud avec lui dans sa seconde évasion, mais l'attitude de ce dernier envers son maître avait déjà commencé à changer. Le Crapaud aide une dernière fois Magnéto contre les X-Men, puis se rend compte que celui-ci ne se soucie pas de lui, et fuit de son repaire avec la Sorcière rouge et son frère Vif-Argent.

### M-Day
Après le M-Day, le Crapaud est un des rares mutants à conserver ses pouvoirs. On le revoit parmi les 198, et il affronte les Dark X-Men à San Francisco.

### Avec les X-Men
Depuis l'ouverture de l'école Jean Grey par Wolverine, le Crapaud y travaille en tant que concierge, et entretient l'ensemble du campus.

## Pouvoirs et capacités
L'intellect et les capacités physiques du Crapaud ont subi plusieurs changements au cours des années.
À sa première apparition, il possédait une force surhumaine dans les jambes, une endurance, une agilité, des réflexes et des capacités de coordination hors du commun et la capacité de sauter sur de très grandes distances. Il possède aussi une colonne vertébrale très flexible, lui permettant de rester confortablement en position accroupie pendant des heures entières, bien qu'il puisse se redresser s'il le veut. Toutefois, il a développé de nouvelles capacités à travers sa mutation.
Dans ses premières apparitions, il montrait peu de connaissances du combat au corps à corps, se contentant de donner des coups de pied rapides ou de bondir en essayant d'atterrir sur ses ennemis. Plus récemment, il a montré un meilleur sens du combat, utilisant aussi bien sa capacité de saut surhumain que sa langue. Il est expert en combat à coups de pied malgré son manque d'entraînement.
L'intellect du Crapaud a augmenté au-delà de son niveau original, et il a désormais des connaissances considérables en matière de savoir scientifique et technologiques, qu'il a acquise durant le temps où il servait Magnéto, et plus tard lors de sa captivité par l'Étranger, ainsi que par l'étude des machines d'Arcade et d'Arkon.
Il a aussi développé la capacité d'étendre sa langue sur de grandes distances et de s'en servir pour attraper des gens. Cette langue est préhensile et incroyablement forte, capable d'étrangler jusqu'à la mort un être humain. Ses mains et ses pieds sécrètent aussi une substance adhésive lui permettant de grimper sur toutes les surfaces. Il peut aussi générer une phéromone avec sa langue, lui permettant d'exercer un contrôle limité sur les esprits.

## Apparitions dans d'autres médias

### Cinéma
Le Crapaud apparaît dans le premier film de X-Men, où il est un des membres de la Confrérie des Mutants de Magnéto, et incarné par l'acteur Ray Park. Il possède beaucoup plus de pouvoirs que son incarnation du comics de l'époque, ayant, en plus de sa capacité de saut incroyable, sa langue de 4 mètres de long, la capacité de grimper sur les surfaces et celle de cracher une sorte d'acide collant qui durcit instantanément. Sa personnalité est également différente de celle du comics, le présentant comme plus confiant en lui-même et plus sarcastique. Il combat Tornade au sommet de la statue de la liberté jusqu'à ce qu'il soit électrocuté et jeté du haut de la statue par Tornade elle-même, avant de tomber dans l'océan. On ne sait pas s'il a survécu.
On peut cependant penser que c'est le cas si l'on considère que c'est lui qui apparait de manière très brève, dans le film X-Men : L'Affrontement Final (18 min 08 s) collé contre un mur de l'église pendant le discours d'un mutant.
Le Crapaud apparaît dans X-Men Days of Future Past, sous les traits de Evan Jonigkeit. Il est ici un mutant qui a servi pendant la Guerre du Vietnam et lorsque la guerre est finie, il devient barman. À la fin du film, il voit à la télé que Magnéto recrute des gens et on peut penser qu'il part alors le rejoindre ou non.
Le Crapaud apparaît aux côtés d'autres mutants du Vortex dans Deadpool et Wolverine. Bien qu'incarné par Daniel Medina Ramoss, le personnage à une apparence et des pouvoirs identiques à celui du film X-Men.

### Télévision
Le Crapaud est un des membres de la Confrérie dans la série télévisée X-Men: Evolution. Ici, son véritable nom est Todd Tolansky, et il est ramené à l'âge d'adolescent. Ses pouvoirs sont basiquement les mêmes que ceux du film. Le Crapaud est un mutant potentiellement assez puissant, mais il est facilement vaincu en comparaison de ses camarades. Il a une rivalité marquée avec Diablo, et des sentiments pour Wanda, alias la Sorcière Rouge.
Todd apparaît dès le premier épisode, où Scott (Cyclope) le sauve de brutes alors qu'il était en train de faire les poches des spectateurs d'un match de football américain. Peu après, il est recruté de force par Mystique, devenant le premier membre connu de la Confrérie des Mutants. Sous son instruction, il est envoyé à l'institut de Xavier pour récupérer des informations, mais échoue.
Rapidement rejoint par Avalanche, le Blob et Vif-Argent, le Crapaud reste par la suite un membre de la Confrérie durant l'essentiel de la série. Son rôle est en général assez mineur, et rarement plus que comique.
Durant le final de la saison 1, il est le seul membre de la Confrérie, avec Mystique, à ne pas emporter un combat dans la compétition organisée par Magnéto pour atteindre l'Astéroïde M. Cet échec le conduit à temporairement faire équipe avec les X-Men afin d'atteindre malgré tout l'Astéroïde. Après avoir brièvement aidé Mystique contre Magnéto, il convainc les autres membres de la Confrérie de fuir l'Astéroïde en train de s'écrouler.
Après la destruction de l'Astéroïde M et la mort apparente de Magnéto et Mystique, la Confrérie se retrouva seule dans l'ancienne maison de Mystique, forcée de gérer elle-même les lieux. Leur rapports avec les X-Men commencèrent alors à plus ou moins se détendre, les conflits se raréfiant.
La lutte reprit lorsque Mystique, qui était revenu depuis un moment mais avait caché son retour, se révéla. Elle reprit la Confrérie en main, et y ajouta un nouveau membre, la Sorcière Rouge. Grâce au pouvoir de cette dernière, la Confrérie emporta une victoire sur les X-Men.